# Havana Club
Havana Club er et cubansk rom-mærke, som fremstilles i Santa Cruz del Norte.
Firmaet blev etableret af José Arechabala i 1878. Efter den cubanske revolution i 1959 blev destilleriet og firmaet nationaliseret af den cubanske regering. Derfor rejste Arechabala familien til Spanien for senere at emigrere til USA.
Siden 1994 er rommen blevet fremstillet af Havana Club International, som er et 50:50 joint venture mellem Pernod Ricard og den cubanske regering.

## Varianter
Der findes flere forskellige varianter i Havana Clubs sortiment. De 7 første er dem, der er tilgængelige på det danske marked:
- Añejo Blanco

Blanco er en lagret hvid rom, der er sammensat af rom lagret på egetræsfade i mindst 18 måneder
- Añejo 3 años

Añejo 3 Años er en lys rom, der som navnet antyder har lagret i 3 år. Den er meget velegnet til cocktails.
- Añejo Especial

Añejo Especial er en klassisk cubansk romtype. Rommen er en blanding af forskellige fade, der har lagret mellem 2 og 5 år.
- Añejo Reserva

Añejo Reserva er sammensat af en blanding af yngre og ældre romkvaliteter og er et eksempel på en ”Anejamiento”, hvor kraftig smag er kombineret med blid aroma.
- Añejo 7 años

Añejo 7 Años er Havana Clubs flagskib. Sammensat af udvalgte fade med rom, der alle har lagret i minimum 7 år.
- Cuban Barrel Proof

Barrel Proof er sat på flaske direkte fra fadet. Alkoholprocenten er på 45%, og da den er lagret på nye egetræsfade, har den meget egetræsaroma.
- Añejo 15 Años

Som navnet siger en 15 års rom.
- Máximo Extra Añejo

Havana Clubs toprom. Den er sammenstukket af flere af de ældste rom, som fabrikken har liggende, for efter blanding at lagre yderligere på fad. Rommen er tappet på en særlig glasflaske for at understrege dens eksklusive præg..
- Havana Club San Cristobal de la Habana

I anledning af Havanas 480-års jubilæum fremstillede fabrikken Havana Club San Cristobal de la Habana, som er et sammenstik af flere rommer, der i gennemsnit er 12 år gamle.
Rommen sælges kun på Havana Club museet.

## Salg
Havana Club sælges internationalt, med undtagelse af i USA, på grund af den igangværende handelsembargo fra USA's side.